# Francia en los Juegos Paralímpicos de Pekín 2008
Francia estuvo representada en los Juegos Paralímpicos de Pekín 2008 por un total de 120 deportistas, 81 hombres y 39 mujeres.

## Medallistas
El equipo paralímpico francés obtuvo las siguientes medallas:
| Nombre                                                                          | Deporte                    | Evento                                      |
| ------------------------------------------------------------------------------- | -------------------------- | ------------------------------------------- |
| Oro                                                                             |                            |                                             |
| Assia El Hannouni                                                               | Atletismo                  | 200 m T12 femenino                          |
| Assia El Hannouni                                                               | Atletismo                  | 400 m T12 femenino                          |
| Arnaud Assoumani                                                                | Atletismo                  | Salto de longitud F46 masculino             |
| Laurent Thirionet                                                               | Ciclismo en ruta           | Contrarreloj LC3 masculino                  |
| Laurent François                                                                | Esgrima en silla de ruedas | Sable individual B masculino                |
| David Smétanine                                                                 | Natación                   | 50 m libre S4 masculino                     |
| David Smétanine                                                                 | Natación                   | 100 m libre S4 masculino                    |
| Thu Kamkasomphou                                                                | Tenis de mesa              | Individual 8 femenino                       |
| Vincent Boury                                                                   | Tenis de mesa              | Individual 2 masculino                      |
| Christophe Durand                                                               | Tenis de mesa              | Individual 4-5 masculino                    |
| Yann Guilhem Florian Merrien Jean-Philippe Robin                                | Tenis de mesa              | Equipo 3 masculino                          |
| Stéphane Houdet Michaël Jeremiasz                                               | Tenis en silla de ruedas   | Dobles masculino                            |
| Plata                                                                           |                            |                                             |
| Assia El Hannouni                                                               | Atletismo                  | 800 m T12/13 femenino                       |
| Assia El Hannouni                                                               | Atletismo                  | 1500 m T13 femenino                         |
| Marie-Amélie Le Fur                                                             | Atletismo                  | 100 m T44 femenino                          |
| Marie-Amélie Le Fur                                                             | Atletismo                  | Salto de longitud F44 femenino              |
| Nantenin Keïta                                                                  | Atletismo                  | 200 m T13 femenino                          |
| David Mercier                                                                   | Ciclismo en ruta           | Ruta LC1-2/CP4 masculino                    |
| Laurent François                                                                | Esgrima en silla de ruedas | Florete individual B masculino              |
| Rachel Lardière                                                                 | Natación                   | 100 m braza SB5 femenino                    |
| Élodie Lorandi                                                                  | Natación                   | 200 m estilos SM10 femenino                 |
| David Smétanine                                                                 | Natación                   | 50 m espalda S4 masculino                   |
| David Smétanine                                                                 | Natación                   | 200 m libre S4 masculino                    |
| Stéphane Molliens                                                               | Tenis de mesa              | Individual 2 masculino                      |
| Jean-Philippe Robin                                                             | Tenis de mesa              | Individual 3 masculino                      |
| Vincent Boury Jean-François Ducay Damien Mennella Stéphane Molliens             | Tenis de mesa              | Equipo 1-2 masculino                        |
| Raphaël Voltz                                                                   | Tiro                       | Rifle de aire de pie SH2 mixto              |
| Raphaël Voltz                                                                   | Tiro                       | Rifle de aire en posición tendida SH2 mixto |
| Fabrice Meunier                                                                 | Tiro con arco              | Recurvo individual de pie masculino         |
| Damien Seguin                                                                   | Vela                       | 2.4mR individual mixto                      |
| Bruno Jourdren Hervé Larhant Nicolas Vimont-Vicary                              | Vela                       | Sonar de tres personas mixto                |
| Sandrine Martinet                                                               | Yudo                       | –52 kg femenino                             |
| Cyril Jonard                                                                    | Yudo                       | –81 kg masculino                            |
| Bronce                                                                          |                            |                                             |
| Nantenin Keïta                                                                  | Atletismo                  | 400 m T13 femenino                          |
| Trésor Makunda                                                                  | Atletismo                  | 100 m T11 masculino                         |
| Djamel Mastouri                                                                 | Atletismo                  | 800 m T37 masculino                         |
| Stéphane Bozzolo Pasquale Gallo Trésor Makunda Ronan Pallier                    | Atletismo                  | 4 × 100 m T11-13 masculino                  |
| Julien Casoli Pierre Fairbank Alain Fuss Denis Lemeunier                        | Atletismo                  | 4 × 400 m T53/54 masculino                  |
| Jean-Pierre Talatini                                                            | Atletismo                  | Jabalina F33/34/52 masculino                |
| Olivier Donval                                                                  | Ciclismo en ruta           | Ruta B VI 1-3 masculino                     |
| Alain Quittet                                                                   | Ciclismo en ruta           | Contrarreloj HC A masculino                 |
| Souhad Ghazouani                                                                | Levantamiento de potencia  | –48 kg femenino                             |
| Fanny Bertrand Marie-Christine Fillou Isabelle Lafaye Marziou Stéphanie Mariage | Tenis de mesa              | Equipo 4-5 femenino                         |
| Anne Barneoud Thu Kamkasomphou Audrey Le Morvan Claire Mairie                   | Tenis de mesa              | Equipo 6-10 femenino                        |
| Christophe Durand Émeric Martin Maxime Thomas                                   | Tenis de mesa              | Equipo 4-5 masculino                        |
| Stéphane Messi Alain Pichon François Serignat                                   | Tenis de mesa              | Equipo 6-8 masculino                        |
| Gilles de La Bourdonnaye Jérémy Rousseau Christophe Rozier                      | Tenis de mesa              | Equipo 9-10 masculino                       |
| Florence Gravellier                                                             | Tenis en silla de ruedas   | Individual femenino                         |
| Florence Gravellier Arlette Racineux                                            | Tenis en silla de ruedas   | Dobles femenino                             |
| Angélique Quessandier                                                           | Yudo                       | –63 kg femenino                             |
| Olivier Cugnon de Sevricourt                                                    | Yudo                       | –90 kg masculino                            |
| Julien Taurines                                                                 | Yudo                       | +100 kg masculino                           |